# Heinz Keßler

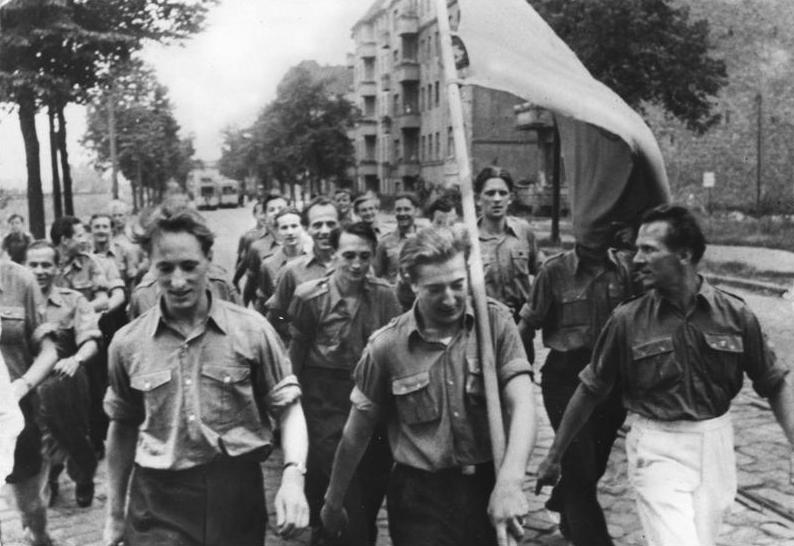
Heinz Keßler (po lewej) i Erich Honecker (po prawej) podczas manifestacji FDJ na Damerowstraße w Pankow, Berlin 1949

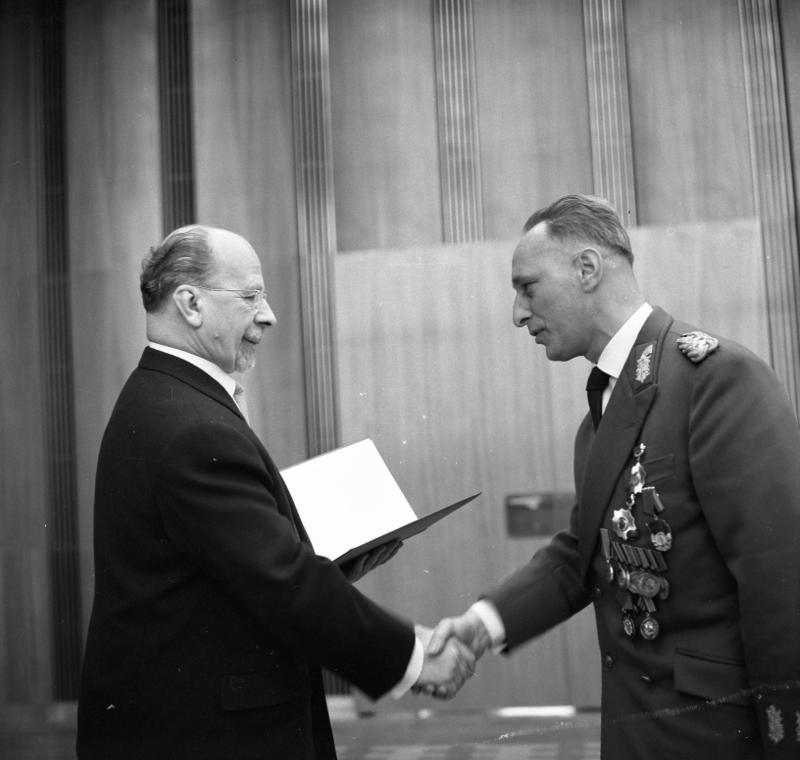
Przewodniczący Rady Państwa NRD Walter Ulbricht wręcza Heinzowi Keßlerowi nominację na stopień generała-pułkownika, 1 marca 1966

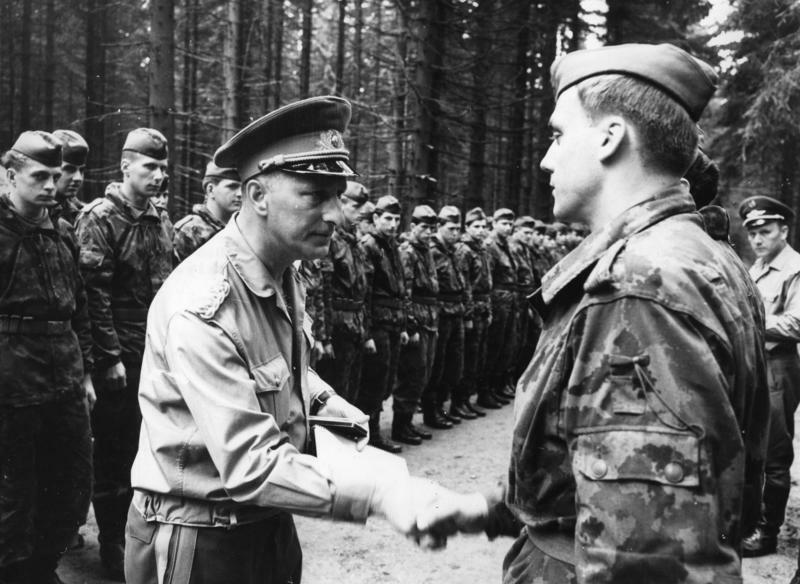
Wiceminister obrony narodowej NRD, szef Sztabu Generalnego NAL NRD gen. Heinz Keßler z wizytą u żołnierzy, 5 września 1968

 Heinz Keßler (ur. 26 stycznia 1920 w Lubaniu, zm. 2 maja 2017 w Berlinie) – wschodnioniemiecki (NRD) dowódca wojskowy, generał armii, szef Policji Ludowej (1952–1955), dowódca Sił Powietrznych i Obrony Powietrznej Narodowej Armii Ludowej NRD, szef Sztabu Generalnego NAL NRD i zastępca szefa Sztabu Zjednoczonych Sił Zbrojnych Układu Warszawskiego, minister obrony NRD (1985–1989), działacz komunistyczny i polityk, sekretarz Centralnej Rady Wolnej Młodzieży Niemieckiej (1948–1950), członek Biura Politycznego SPJN (1986–1989), członek Narodowej Rady Obrony NRD (1987–1989), członek Izby Ludowej NRD (1950–1990), Bohater Pracy (1984).

## Życiorys

### Dzieciństwo i młodość
Urodził się 26 stycznia 1920 w rodzinie niemieckich komunistów. W wieku sześciu lat wstąpił do Czerwonych Młodych Pionierów – organizacji młodzieżowej Komunistycznej Partii Niemiec (niem. Kommunistische Partei Deutschlands – KPD). W latach 1934–1940 kształcił się na mechanika samochodowego.

### II wojna światowa
5 listopada 1940 został wcielony do Wehrmachtu. Po przeszkoleniu wojskowym został przydzielony do 134. Dywizji Piechoty, jako pomocnik strzelca. W czerwcu 1941 wraz z 134. DP pod dowództwem gen. Konrada von Kohenhauzena jako część Grupy Armii Środek brał udział w inwazji Niemiec na ZSRR. 15 lipca 1941, podczas walk w pobliżu Bobrujska, na wschodnim brzegu Berezyny zdezerterował z Wehrmachtu i przeszedł do Armii Czerwonej.
W latach 1941–1945 przebywał w radzieckiej niewoli. Po pobycie w obozie jenieckim w Krasnogorsku, gdzie miał kontakty z członkami KPD, wraz ze swoim przyjacielem Franzem Holdą został przeniesiony do fabryki w pobliżu obozu jenieckiego koło Karagandy w Kazachstanie. Pod koniec 1941, po wizycie w obozie Waltera Ulbrichta, dobrowolnie uczęszczał na pięciomięsięczny kurs w nowo utworzonej Szkole Antyfaszystowskiej. Po ukończeniu kursu wraz z Franzem Holdą wrócił do Krasnogorska, aby kontynuować działalność antyfaszystowską. Tu został zwerbowany przez VII Wydział Głównego Zarządu Politycznego Armii Czerwonej i skierowany do działań propagandowych na froncie. W grudniu 1942 brał udział w pierwszej akcji agitacyjnej pod Wielkimi Łukami. W latach 1943–1945 był członkiem Narodowego Komitetu „Wolne Niemcy” (NKSG). W listopadzie 1943 ukończył kurs dla młodzieżowych funkcjonariuszy partyjnych w Szkole Antyfaszystowskiej Nr 12.

### Okres powojenny
W 1945 wstąpił do Komunistycznej Partii Niemiec. W latach 1945–1946 był liderem Głównego Komitetu Młodzieży „Wielkiego Berlina”. W 1946, po utworzeniu Socjalistycznej Partii Jedności Niemiec (SPJN, niem. Sozialistische Einheitspartei Deutschlands – SED), stał się jej członkiem. W tym samym roku został również członkiem Komitetu Centralnego SPJN. W latach 1946–1948 przewodniczył organizacji Wolnej Młodzieży Niemieckiej (niem. Freie Deutsche Jugend – FDJ) w Berlinie, a w latach 1948–1950 był sekretarzem Centralnej Rady FDJ. W 1947 poślubił Ruth Schmidt.
Od 1950 do 17 marca 1990 był deputowanym Izby Ludowej NRD. 1 października 1950 w randze generalnego inspektora został powołany do Komendy Głównej Policji, a od 1 września 1952 do 31 sierpnia 1955 był szefem sił powietrznych Skoszarowanej Policji Ludowej (niem. Kasernierte Volkspolizei – de facto armii). Od września 1955 do sierpnia 1956 odbył szkolenie w Akademii Wojskowej Sił Powietrznych ZSRR w Moskwie. 1 września 1956 został powołany na stanowisko zastępcy ministra obrony narodowej NRD oraz dowódcę Sił Powietrznych i Obrony Powietrznej Narodowej Armii Ludowej NRD. Od 15 marca 1967 obok stanowiska wiceministra obrony narodowej pełnił również funkcję szefa Sztabu Generalnego Narodowej Armii Ludowej NRD.
Od 1970 jako szef Sztabu Generalnego NAL NRD był również zastępcą szefa Sztabu Zjednoczonych Sił Zbrojnych Układu Warszawskiego. W styczniu 1971 uległ poważnemu wypadkowi, przeszedł kilka operacji i spędził w szpitalu około ośmiu miesięcy. Mimo długiej rekonwalescencji po wypadku nigdy nie odzyskał pełni zdrowia.
3 grudnia 1985 po nagłej śmierci gen. armii Karla-Heinza Hoffmanna został powołany na stanowisko ministra obrony narodowej NRD i członka Komitetu Ministrów Obrony Układu Warszawskiego z jednoczesną nominacją na stopień generała armii. W 1986 został członkiem Biura Politycznego SPJN, a w 1987 członkiem Narodowej Rady Obrony NRD.
W tym czasie w NRD trwał polityczny kryzys. Pod wpływem pieriestrojki w ZSRR na terenie Niemiec Wschodnich trwały masowe wiece. Pomimo potrzeby reform i zmian Politbiuro NRD nie reagowało, udając, że nic się nie dzieje. Miesiąc po uroczystościach z okazji czterdziestej rocznicy powstania NRD zostali zmuszeni do rezygnacji z zajmowanych stanowisk sekretarz generalny SED Przewodniczący Rady Państwa NRD Erich Honecker, a następnie premier NRD Willi Stoph. 17 listopada 1989 również Heinz Keßler został odwołany ze stanowiska ministra obrony narodowej NRD. Około miesiąca pozostawał w ministerstwie bez specjalnego przydziału, a 14 grudnia 1989 został zmuszony do przejścia na emeryturę.
Nowe władze zjednoczonych Niemiec postawił Keßlera w stan oskarżenia, m.in. za wydanie rozkazu strzelania do uciekinierów z Niemiec Wschodnich na Zachód. 16 września 1993 sąd w Berlinie uznał go winnym i skazał na siedem i pół roku więzienia. Były zastępca Keßlera – wiceminister obrony NRD gen. płk Fritz Streletz otrzymał wyrok pięciu i pół roku pozbawienia wolności. W 1996 Heinz Keßler opublikował swoje wspomnienia z tego okresu – O udziale osobistym. Pamiętniki (niem. Zur Sache und zur Person: Erinnerungen). 29 października 1998 został przedterminowo zwolniony z powodów zdrowotnych.

## Awanse
- generalny inspektor – 1 listopada 1950
- generał major (Generalmajor) – 1 października 1952
- generał porucznik (Generalleutnant) – 1 października 1959
- generał pułkownik (Generaloberst) – 1 marca 1966
- generał armii (Armeegeneral) – 3 grudnia 1985

## Wybrane odznaczenia
- Złota Gwiazda Bohatera Pracy (1984, NRD)
- Order Karla Marksa (1979, NRD)
- Order Scharnhorsta – trzykrotnie (1969, 1980 i 1986, NRD)
- Order Zasługi dla Ojczyzny na Liściach Dębowych (Der Vaterländische Verdienstorden – Ehrenspange) (1974, NRD)
- Złoty Order Zasług dla Ojczyzny (1965, NRD)
- Srebrny Order Zasług dla Ojczyzny (1954, NRD)
- Order Sztandaru Pracy I klasy (1960, NRD)
- Złoty Order Zasług w Walkach dla Ludu i Ojczyzny (1970, NRD)
- Medal „Za zasługi dla NRD” (1959)
- Medal za walkę z faszyzmem w latach 1933–1945 (1959, NRD)
- Ehrentitel Verdienter Angehöriger der Nationalen Volksarmee (1976, NRD)
- Ehrentitel Verdienter Angehöriger der Grenztruppen der DDR (1981, NRD)
- Ehrentitel Verdienter Angehöriger der Zivilverteidigung der DDR (1988, NRD)
- Medal „Zasłużony Policjant” (NRD)
- Ehrenzeichen der Deutschen Volkspolizei (1950, NRD)
- Medaille für vorbildlichen Grenzdienst (1976, NRD)
- Złoty Medal Fryderyka Engelsa (1975, NRD)
- Medal Ernsta Schnellera (1979, NRD)
- Medal Ernsta Thälmanna (1982, NRD)
- Złoty Medal Braterstwa Broni – dwukrotnie (1968 i 1978, NRD)
- Medal „30 lat Narodowej Armii Ludowej NRD” (1979, NRD)
- Medal Braterstwa Broni (1980, Bułgaria)
- Order Czerwonego Sztandaru (1988, ČSSR)
- Medal Braterstwa Broni – dwukrotnie (1970, 1980, ČSSR)
- Order Czerwonego Sztandaru (1973, Mongolia)
- Medal „50 lat Mongolskiej Armii Ludowej” (1971, Mongolia)
- Medal „60 lat Mongolskiej Armii Ludowej” (1982, Mongolia)
- Komandoria Orderu Zasługi Polskiej Rzeczypospolitej Ludowej (1986, Polska)
- Odznaka Braterstwa Broni (1985, Polska)
- Złoty Medal Braterstwa Broni (1980, Węgry)
- Order Rewolucji Październikowej (1976, ZSRR)
- Order Czerwonej Gwiazdy (1984, ZSRR)
- Order Wojny Ojczyźnianej I klasy (1970, ZSRR)
- Medal „Za Umacnianie Braterstwa Broni” (1980, ZSRR)
- Medal 100-lecia urodzin Lenina (ZSRR)
- Medal 30-lecia Zwycięstwa w Wielkiej Wojnie Ojczyźnianej 1941–1945 (1975, ZSRR)
- Medal 40-lecia Zwycięstwa w Wielkiej Wojnie Ojczyźnianej 1941–1945 (1985, ZSRR)
- Medal jubileuszowy „50 lat Sił Zbrojnych ZSRR” (ZSRR)
- Medal jubileuszowy „60 lat Sił Zbrojnych ZSRR” (ZSRR)